# رابرت لویی استیونسن
رابرت لویی بالفور استیونسُن (به انگلیسی: Robert Louis Balfour Stevenson) (زادهٔ ۱۳ نوامبر ۱۸۵۰ – درگذشتهٔ ۳ دسامبر ۱۸۹۴) نویسنده اسکاتلندی قرن نوزدهم بود. شهرت داستان دکتر جکیل و آقای هاید این نویسنده به حدی است که نام آن در زبان انگلیسی به صورت ضرب‌المثل درآمده است. رمان دیگر معروف او، جزیره گنج نام دارد.

## آثار

### رمان
- ۱۸۸۳ - جزیرهٔ گنج
- ۱۸۸۳ - پیکان سیاه
- ۱۸۸۵ - پرنس اوتو
- ۱۸۸۶ - دکتر جکیل و آقای هاید
- ۱۸۸۶ - فرزند ربوده‌شده
- ۱۸۸۹ - ارباب بالانترا
- ۱۸۹۲ - مرده‌دزد
- ۱۸۹۳ - کاتروینا
- ۱۸۹۶ - آب بند (سد) هرمیستون
- ۱۸۸۶ - آدم‌ربایی

### داستان کوتاه
- ۱۸۸۵ - مارکهایم
- ۱۸۹۳ - تفریحات شب در جزیره

### سفرنامه
- ۱۸۷۹ - سفر با خر

### غیر داستانی
- ۱۸۹۲ - هشت سال آشوب در ساموا

## مرگ

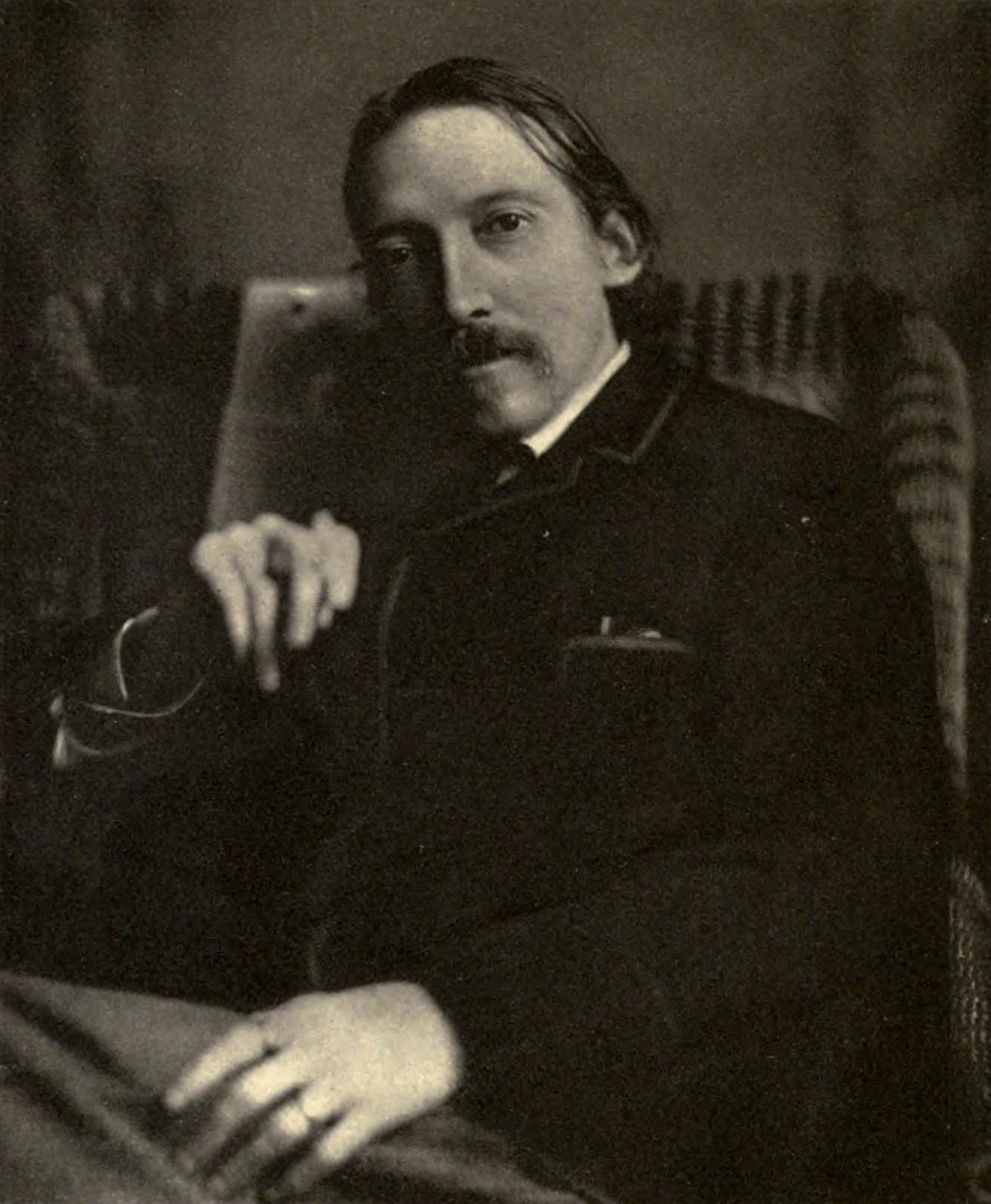
استیونسن در ۳۷ سالگی

استیونسن در ۳ دسامبر ۱۸۹۴، در سن ۴۴ سالگی، بر اثر سکته درگذشت.

## نگارخانه

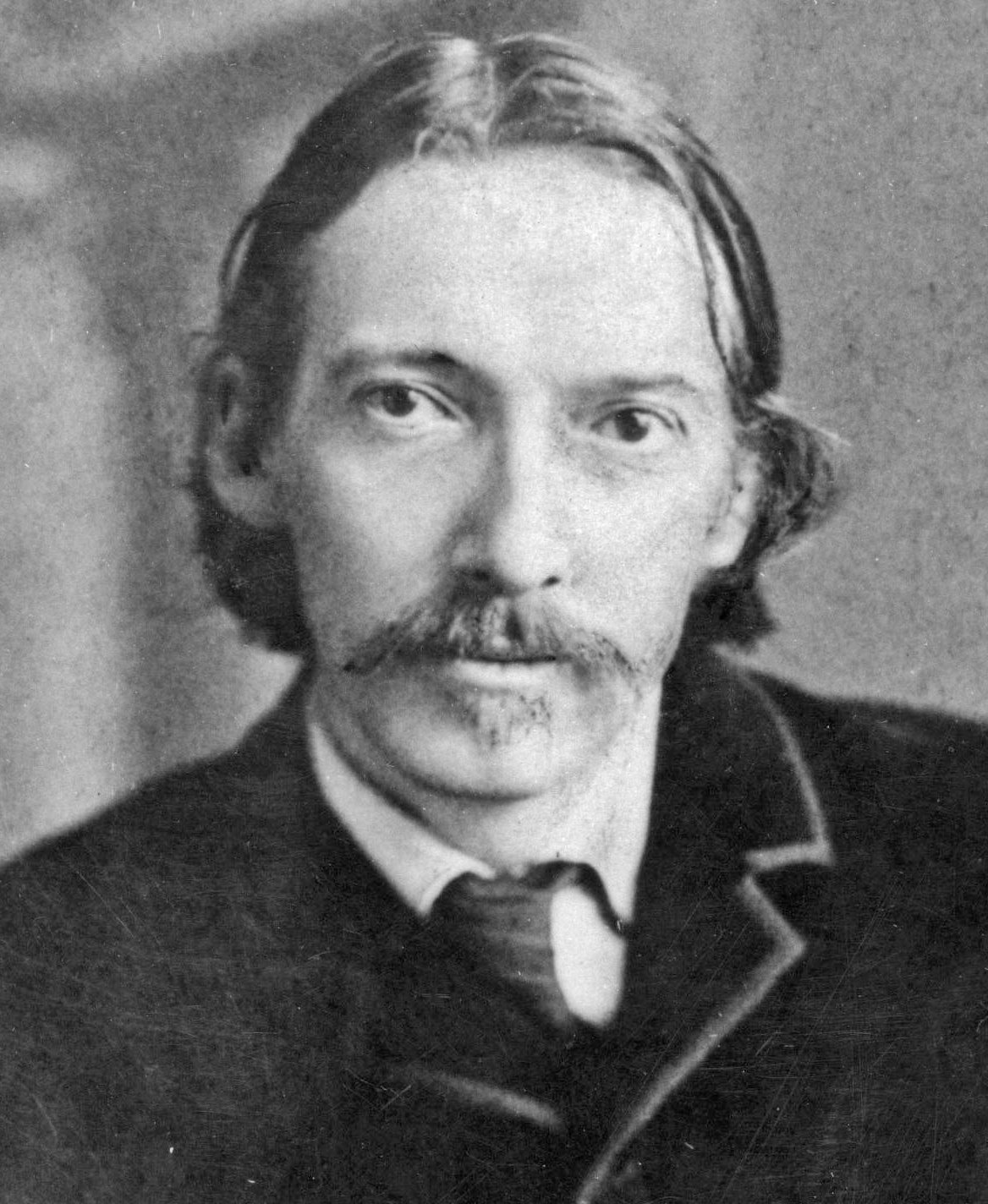
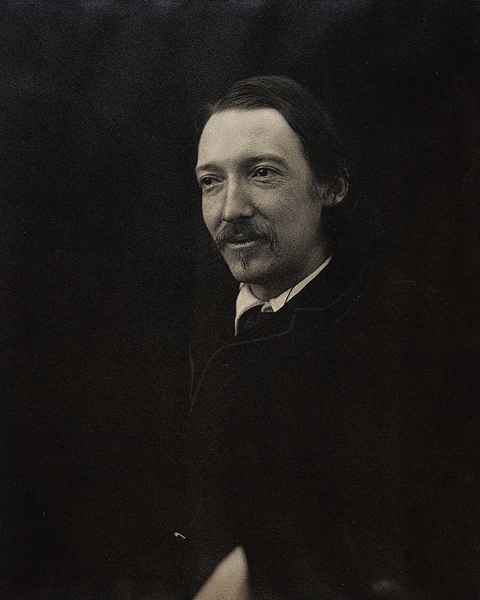
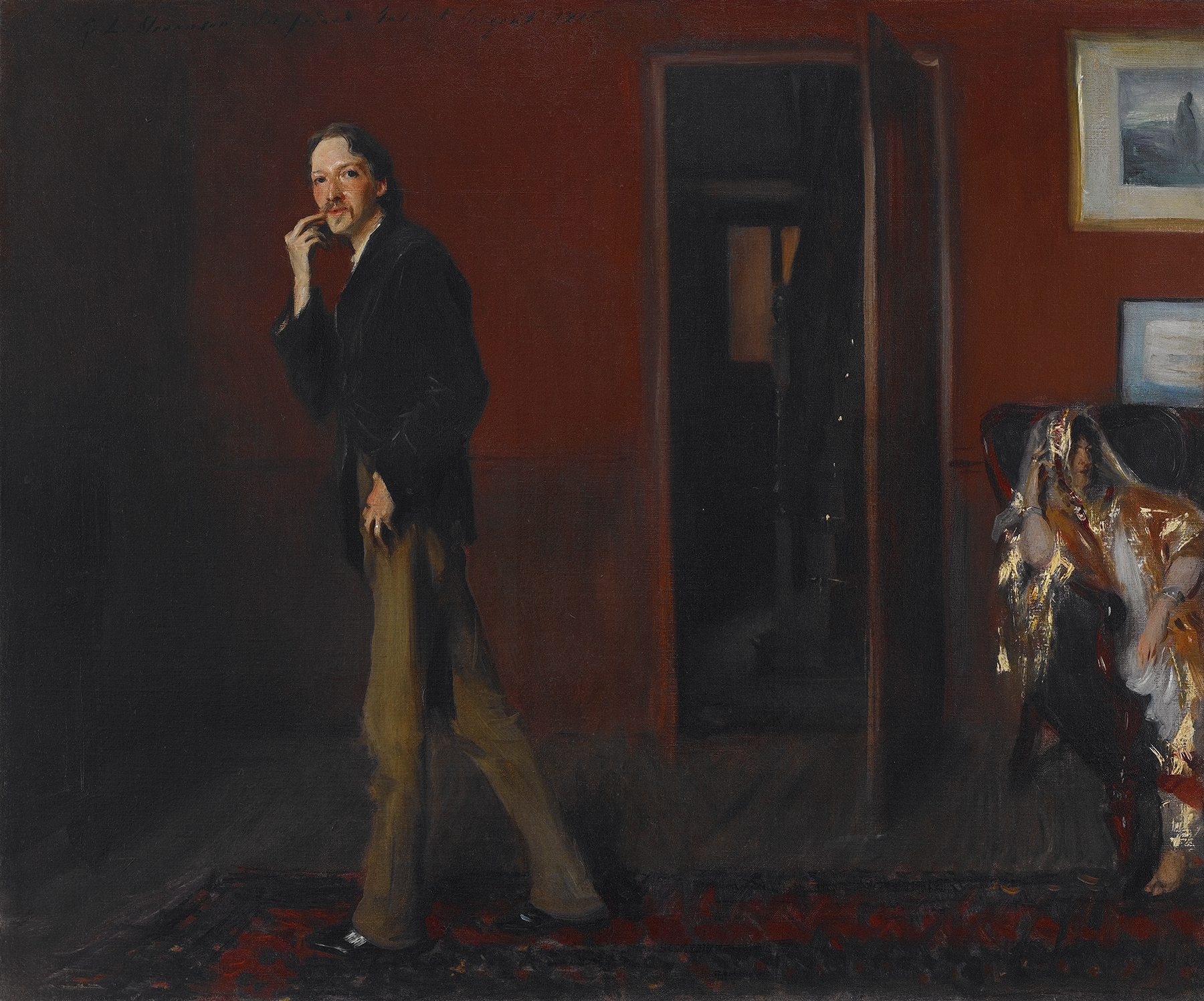
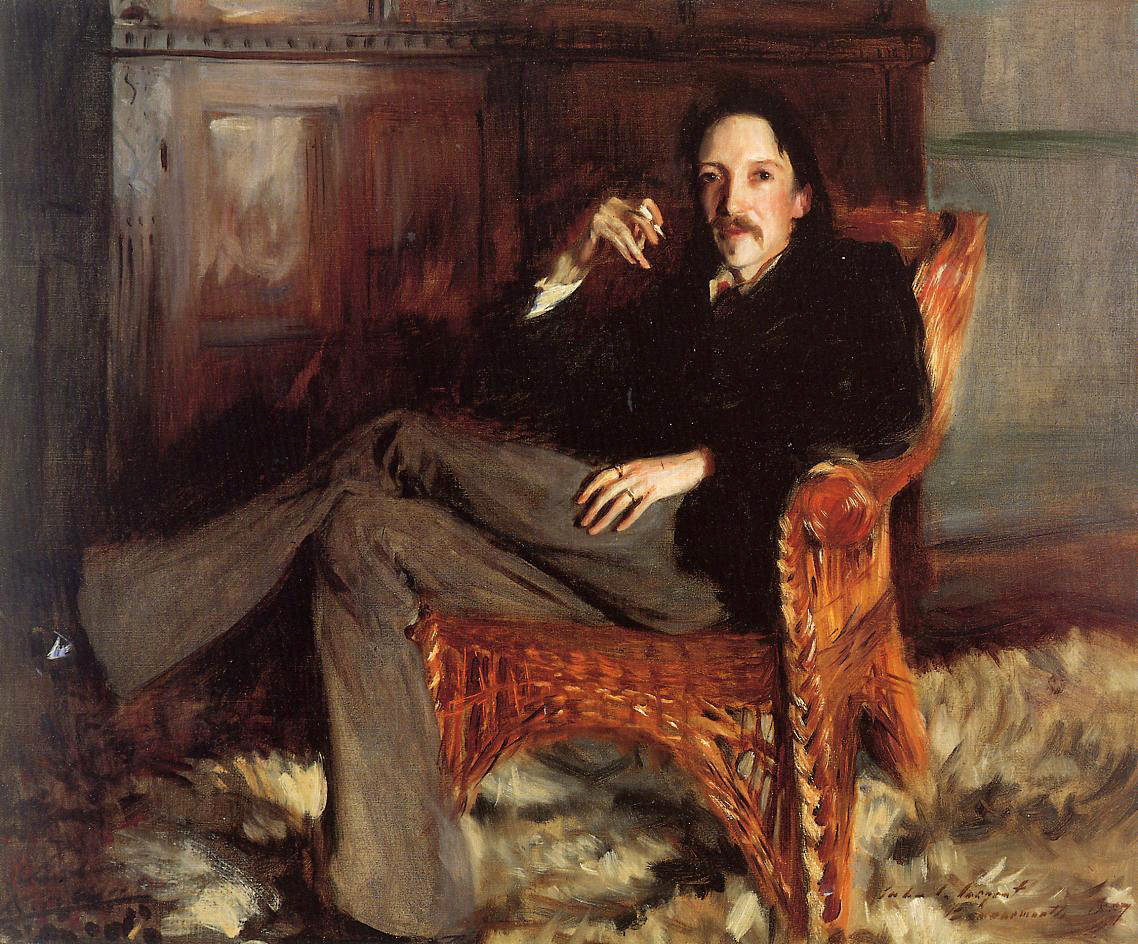
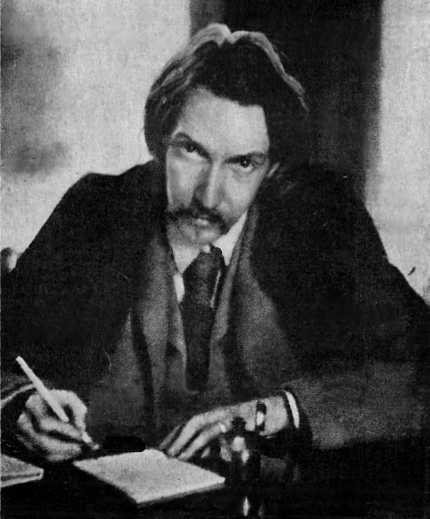